# Бівер-йоркшир-тер'єр
Бівер-йоркшир-тер'єр (англ. Beaver Yorkshire Terrier) — маленький собака з гарним зовнішнім виглядом.

## Опис
Цей собака невеликого розміру. Забарвлення: біло-чорне, золоте або біло-блакитне золоте. Шерсть у них довга, густа. Голова маленька, череп плоский, середньої довжини морда з чорним мочком носа. Добре розвинена щелепа, з хорошим прикусом. Очі темні, з чорним обведенням. Вуха високо поставлені, маленькі, трикутної форми. Маленькі кінцівки. Корпус сильний і компактний.

## Характер, дресирування
Це компаньйонські собаки. Вони жваві, урівноважені, непосидючі і рухливі. Незважаючи на розмір, ці собаки відважні, у будь-якій ситуації будуть захищати свого хазяїна. Їм подобається бути в компанії дітей. Легко піддаються дресируванню; у вихованні улюбленця потрібно терпляче, але твердо вимагати від цуценяти виконання команд.